# EuroparlTV
EuroparlTV is het officiële online platform voor webcasting van het Europees Parlement. De dienst bestaat uit het uitzenden parlementaire vergaderingen en bijeenkomsten van de verscheidene comités. Voor de meeste onderdelen van europarltv zijn ondertitels en voice-overs beschikbaar in de 22 officiële talen van de Europese Unie (EU).
Op 18 september 2008 werd EuroparlTV officieel gelanceerd. Het kanaal wordt gesubsidieerd met gelden uit het Parlementaire budget.

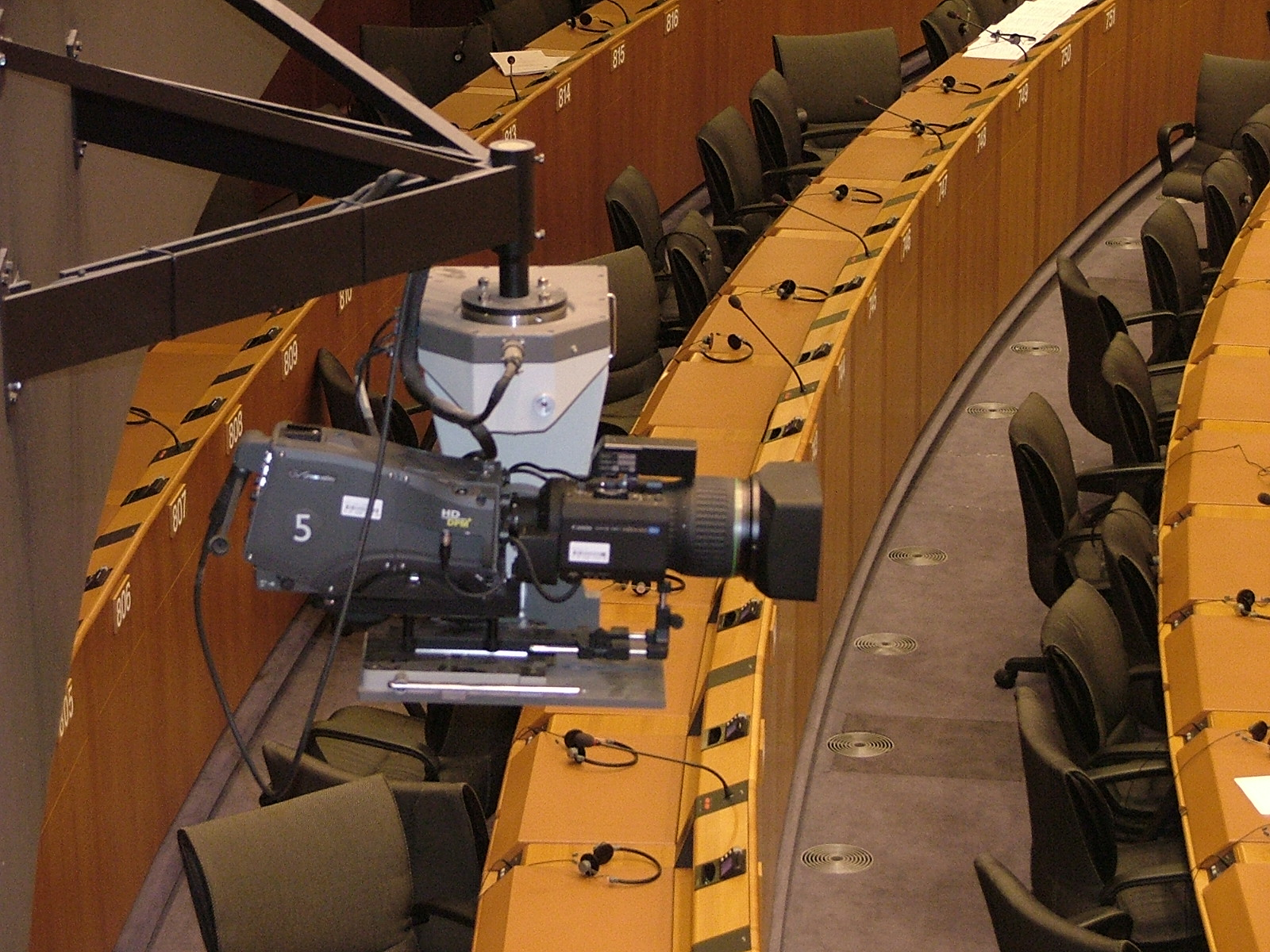
Camera in de vergaderzaal van het Paul-Henri Spaak gebouw in Brussel

## Format
EuroparlTV is verdeeld in vier kanalen:
- Uw Parlement
- Uw Stem
- Jong Europa
- Parlement Live

De video's kunnen afgespeeld worden via Adobe Flash Player en via Windows Media Player.

## Ontstaansgeschiedenis
Het Europees Parlement besloot de ontwikkeling van EuroparlTV uit te besteden aan twee externe, private bedrijven. Een bedrijf moest zorg dragen voor het technische gedeelte (website, streaming en hosting). Het andere bedrijf moest zich bezighouden met de inhoud.
Het Parlement ondertekende contracten in december 2006 en juli 2007 met, respectievelijk, Twofour (een uit het Verenigd Koninkrijk afkomstig bedrijf) en Mostra (een in Brussel gesitueerd communicatiebedrijf). Twofour is verantwoordelijk voor de technische onderdelen van europarltv. Mostra draagt zorg voor de inhoud.
Een prototype van EuroparlTV werd geïntroduceerd in november 2007.